# József Szén
József Szén [ˈjoːʒɛf ˈseːn] (* 9. Juli 1805 in Pest; † 13. Januar 1857 ebenda) war ein ungarischer Schachmeister.

## Leben
Szén, von Beruf Archivar, erlernte das Schachspiel in den Cafés von Pest (heute Budapest). 1830/31 gewann er die Meisterschaft des Cafés Wurm in Pest und galt bald darauf als Philidor Ungarns. In den Jahren 1836 bis 1839 unternahm Szén eine Europareise, die ihn nach Frankreich, England und Deutschland führte. Er nahm die Gelegenheit wahr, mit den stärksten Schachmeistern dieser Länder Wettkämpfe und Gelegenheitspartien auszutragen. Seine Tournee und die mit ihr verbundenen Erfolge mehrten seinen Ruhm bei Europas Schachspielern. 1836 bezwang er Louis-Charles Mahé de La Bourdonnais in Paris in einem Vorgabematch mit 13:12 (+13 =0 −12) (Szén erhielt Bauer und Zug vorgegeben). Im April 1839 verweilte Szén einige Tage in Berlin und maß sich mit den stärksten Spielern der Berliner Schachgesellschaft: die Partie gegen Paul Rudolph von Bilguer verlor er, Carl Mayet gewann von drei Spielen zwei und hielt das dritte remis. Tassilo von Heydebrand und der Lasa verlor die beiden ersten Partien und gewann die dritte; Ludwig Bledow verlor das erste und gewann das zweite Spiel.
Szén gehörte 1839 zu den Gründern des Pester Schachklubs (dies war vorläufig eine zeitlich begrenzte Zusammenarbeit im Kaffeehaus), deren Mitkämpfer auch der ungarische Komponist Ferenc Erkel war, ein starker Spieler, dem Szén sogar in einzelnen Partien unterlag.
Der Pester Schachklub wurde von Szén, Johann Jacob Löwenthal und Vince Grimm angeführt, als in den Jahren 1842 bis 1845 ein damals weit beachteter Korrespondenzwettkampf gegen Paris, angeführt vom Schachmeister Pierre Saint-Amant, ausgerichtet worden ist. Der Sieg von Pest mit 2:0 war damals eine Sensation. Die von den Pestern in ihrer Schwarzpartie angewandte Verteidigung ging in die Schachtheorie als Ungarische Verteidigung ein.
Im Jahre 1851 wurde Szén von Howard Staunton zum ersten internationalen Schachturnier in der Schachgeschichte nach London eingeladen, das während der Weltausstellung stattfand. Szén wurde Fünfter und bewies mit diesem ausgezeichneten Resultat, das sein größter Erfolg in seiner Karriere war, seine Weltklasse. Szén hatte in diesem Turnier Lospech. Bereits in der zweiten Runde traf er auf den späteren Turniersieger Adolf Anderssen, dem er mit 2:4 unterlag. Dieser schätzte die Spielstärke Széns so hoch ein, dass es vor dem Wettkampf zu einer Absprache zwischen den beiden kam, wonach der Sieger dem Verlierer ein Drittel seines späteren Preisgeldes abgeben sollte.
Auf der Rückfahrt von London traf Szén im April 1852 im Wiener Café Neuner auf verschiedene Wiener Schachspieler. Von 20 zwischen Szén und Ernst Falkbeer gespielten Partien gewann jeder neun und zwei blieben unentschieden. 1853 verlor Szén in London gegen Daniel Harrwitz mit 1,5:3,5 (+1 =1 −3). Einige von ihm verfasste Endspiele (vorwiegend Bauernendspiele) fanden den Weg in die Schachliteratur.

## Schachkomposition
Nachfolgend eine berühmte Studie aus seinem kompositorischen Schaffen, deren Stellung lange Zeit als Remis betrachtet worden war und in der er beweisen konnte, dass das Recht des Anzuges von entscheidender Bedeutung ist und dass der Anziehende gewinnt.
|   | a | b | c | d | e | f | g | h |   |
| 8 |   |   |   |   |   |   |   |   | 8 |
| 7 |   |   |   |   |   |   |   |   | 7 |
| 6 |   |   |   |   |   |   |   |   | 6 |
| 5 |   |   |   |   |   |   |   |   | 5 |
| 4 |   |   |   |   |   |   |   |   | 4 |
| 3 |   |   |   |   |   |   |   |   | 3 |
| 2 |   |   |   |   |   |   |   |   | 2 |
| 1 |   |   |   |   |   |   |   |   | 1 |
|   | a | b | c | d | e | f | g | h |   |

Lösung:

1. Ke2! Kd7 2. Kf3 Kc6 3. a4 h5 4. c4 f5 5. Kg3 Kb6 6. b4 g5 7. a5+ Ka6 8. c5 h4+ 9. Kh3

Varianten:

9. … f4 10. c6 f3 11. b5+ Ka7 12. c7 g4+ 13. Kxg4 f2 14. c8D f1D 15. b6#

9. … Kb5 10. Kh2 g4 11. Kg2 f4 12. Kg1 f3 13. Kf2 h3 14. Kg3 usw. mit Gewinn

Der Lösungsverlauf enthält zahlreiche Abweichungen, die selbst einer weiteren eigenen Betrachtung wert sind.
Die durch die zwei, flügelseitig isolierten Bauernphalanxen mit stützendem König charakterisierte Ausgangsstellung wird nicht, wie man vermuten könnte, durch gegenseitigen Zugzwang bestimmt, sondern durch die Fernopposition der beiden Könige.
Aufgrund des eingesetzten Materials zählt obige Studie zu den Bauernendspielen und dort zu den sogenannten Drei-Bauern-Problemen, die auch schon Gegenstand umfangreicher schachmathematischer Untersuchungen teils mit Computer-Unterstützung gewesen sind.